# Cercier
Cercier est une commune française située dans le département de la Haute-Savoie, en région Auvergne-Rhône-Alpes.
Ses habitants sont appelés les Cerciérois.

## Géographie
Cercier est située au cœur des collines de la rive gauche des Usses.

## Urbanisme

### Typologie
Au 1er janvier 2024, Cercier est catégorisée commune rurale à habitat dispersé, selon la nouvelle grille communale de densité à sept niveaux définie par l'Insee en 2022.
Elle est située hors unité urbaine. Par ailleurs la commune fait partie de l'aire d'attraction de Genève - Annemasse (partie française), dont elle est une commune de la couronne,. Cette aire, qui regroupe 158 communes, est catégorisée dans les aires de 700 000 habitants ou plus (hors Paris),.

### Occupation des sols
L'occupation des sols de la commune, telle qu'elle ressort de la base de données européenne d’occupation biophysique des sols Corine Land Cover (CLC), est marquée par l'importance des territoires agricoles (65,8 % en 2018), une proportion sensiblement équivalente à celle de 1990 (65,6 %). La répartition détaillée en 2018 est la suivante : 
forêts (34,2 %), prairies (33,3 %), zones agricoles hétérogènes (19,6 %), cultures permanentes (9,4 %), terres arables (3,4 %).
L'IGN met par ailleurs à disposition un outil en ligne permettant de comparer l’évolution dans le temps de l’occupation des sols de la commune (ou de territoires à des échelles différentes). Plusieurs époques sont accessibles sous forme de cartes ou photos aériennes : la carte de Cassini (XVIIIe siècle), la carte d'état-major (1820-1866) et la période actuelle (1950 à aujourd'hui).

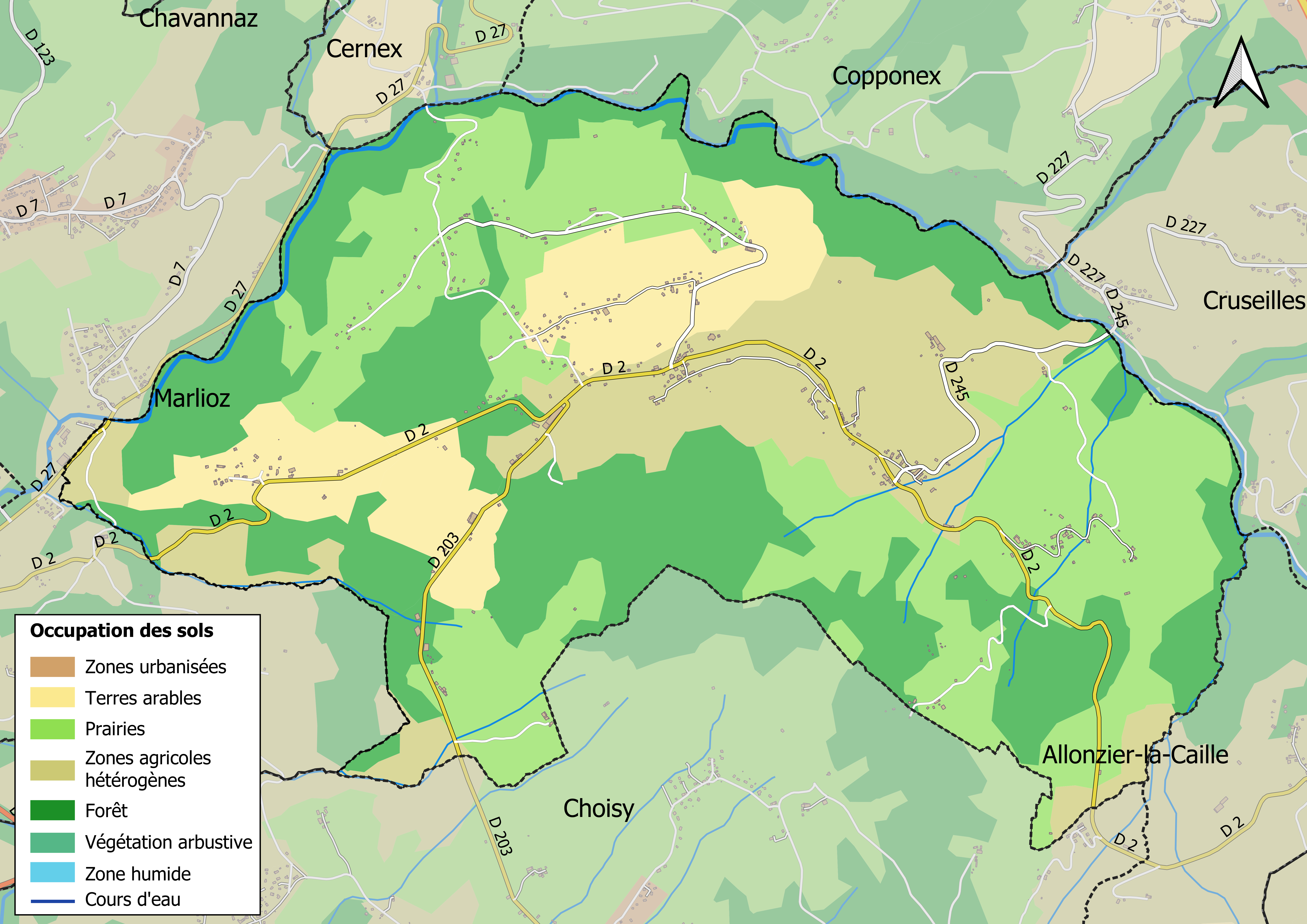
Carte des infrastructures et de l'occupation des sols en 2018 (CLC) de la commune.
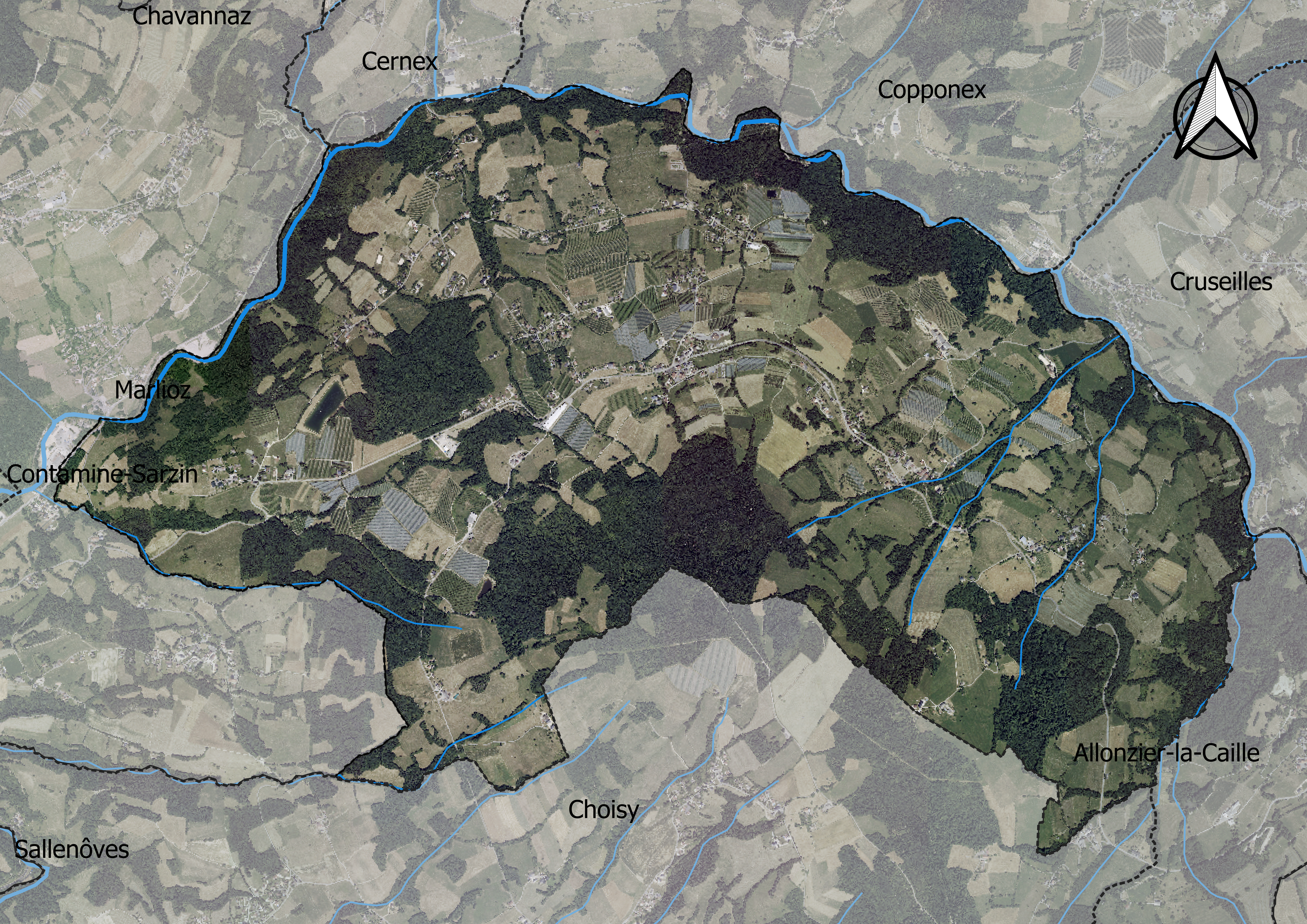
Carte orthophotogrammétrique de la commune.

## Toponymie
En francoprovençal, le nom de la commune s'écrit Sarsi (graphie de Conflans) ou Cèrciér (ORB).

## Histoire
Cercier possède une trace du Néolithique par la présence d'une pierre à cupules (9 pédiformes) près de la Trossaz, aux Vernes. L'époque gallo-romaine a connu l'implantation d'une colonie de vétérans d'après le toponyme de Cologny. Des archéologues ont retrouvé, dans une plantation de pommiers, des restes d'une villa (ou d'une ferme) datant de la même époque.
Au Moyen Âge, on a la présence de moines templiers à la Trossaz où ils possèdent une maison, une chapelle et un four.
L'église, consacrée à Notre-Dame de l'Assomption, date des XIIIe et XVe siècles.

## Politique et administration

### Situation administrative
La commune Cercier fut transférée du canton d'Annecy au nouveau canton de Cruseilles le 20 décembre 1860. Avec le redécoupage cantonal de 2014, elle appartient au canton de La Roche-sur-Foron, qui compte 27 communes.
La commune est membre, avec douze autres, de la communauté de communes du pays de Cruseilles.

### Liste des maires

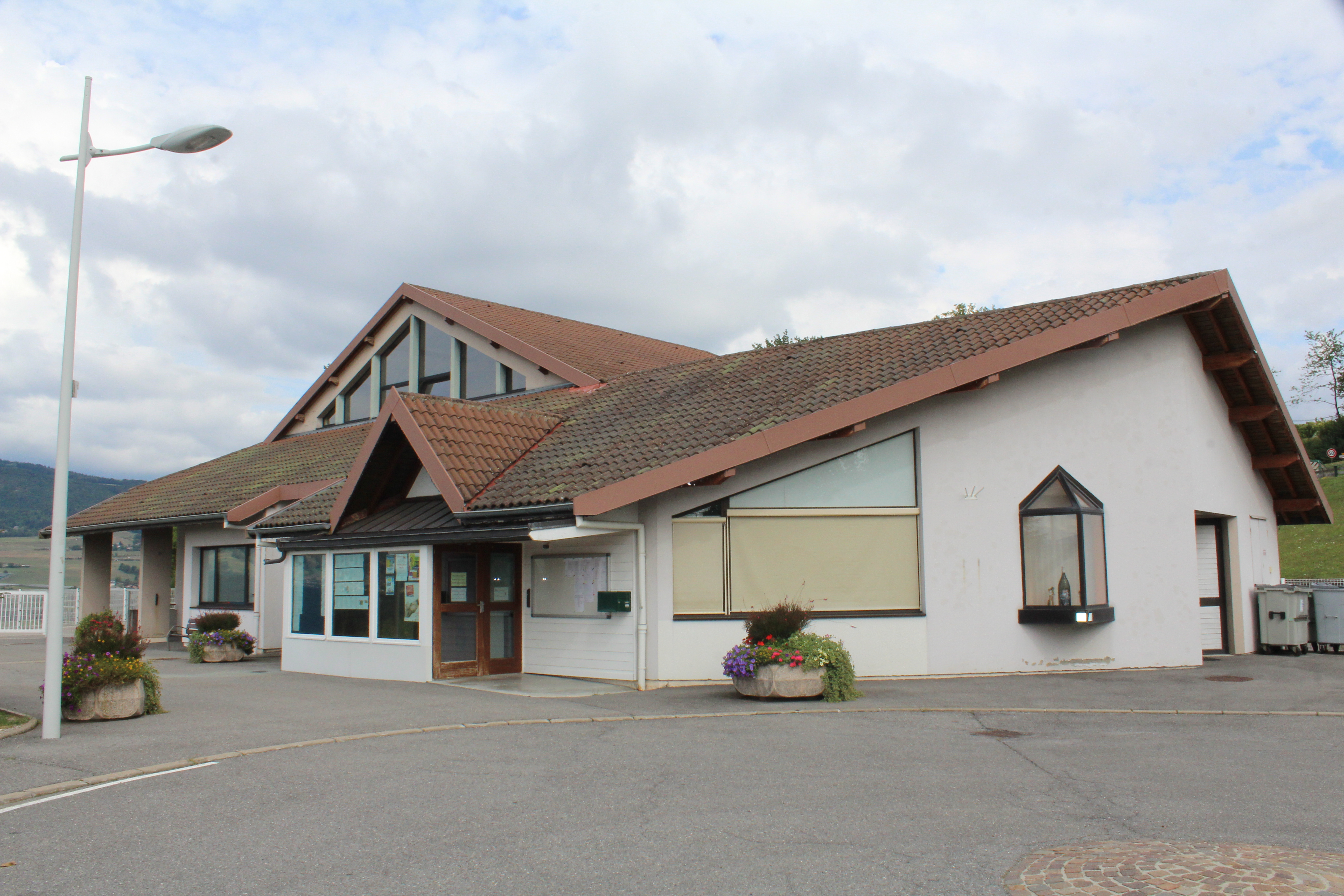
Mairie.

| Période   | Période   | Identité           | Étiquette | Qualité                                |
| --------- | --------- | ------------------ | --------- | -------------------------------------- |
| 1983      | 1995      | Jean Pricaz        | ...       | ...                                    |
| 1995      | 2005      | André Communal     | ...       | ...                                    |
| 2005      | mars 2008 | Georges Davoine    | ...       | ...                                    |
| mars 2008 | En cours  | Jean-Michel Combet | SE        | Président de la Communauté de communes |

## Démographie
L'évolution du nombre d'habitants est connue à travers les recensements de la population effectués dans la commune depuis 1793. Pour les communes de moins de 10 000 habitants, une enquête de recensement portant sur toute la population est réalisée tous les cinq ans, les populations de référence des années intermédiaires étant quant à elles estimées par interpolation ou extrapolation. Pour la commune, le premier recensement exhaustif entrant dans le cadre du nouveau dispositif a été réalisé en 2008.

En 2022, la commune comptait 729 habitants, en évolution de +9,3 % par rapport à 2016 (Haute-Savoie : +6,01 %, France hors Mayotte : +2,11 %).
| 1793 | 1800 | 1806 | 1822 | 1838 | 1848 | 1858 | 1861 | 1866 |
| ---- | ---- | ---- | ---- | ---- | ---- | ---- | ---- | ---- |
| 387  | 468  | 379  | 600  | 727  | 798  | 695  | 685  | 759  |

| 1872 | 1876 | 1881 | 1886 | 1891 | 1896 | 1901 | 1906 | 1911 |
| ---- | ---- | ---- | ---- | ---- | ---- | ---- | ---- | ---- |
| 736  | 768  | 750  | 657  | 631  | 628  | 560  | 575  | 518  |

| 1921 | 1926 | 1931 | 1936 | 1946 | 1954 | 1962 | 1968 | 1975 |
| ---- | ---- | ---- | ---- | ---- | ---- | ---- | ---- | ---- |
| 444  | 447  | 402  | 380  | 326  | 305  | 265  | 264  | 302  |

| 1982 | 1990 | 1999 | 2006 | 2008 | 2013 | 2018 | 2022 | - |
| ---- | ---- | ---- | ---- | ---- | ---- | ---- | ---- | - |
| 365  | 454  | 518  | 554  | 564  | 627  | 689  | 729  | - |

## Culture et patrimoine

### Lieux et monuments
L'église est consacrée à Notre Dame de l'Assomption et remonte à la fin du Moyen Âge. Elle semble avoir été détruite à la suite de l'invasion des Bernois protestants. La nef date du XIIIe siècle. Le chœur date du XVe siècle (vers 1460). Au cours du XIXe siècle, des travaux ont été réalisés (voute de la nef après son effondrement en 1826, clocher latéral en 1835). Une restauration a été réalisée peu avant 1950 avec notamment la réalisation de 16 panneaux sculptés par Jean Constant-Demaison (1947-1950),, originaire de Choisy, une commune voisine. Chaque panneau est inspiré d'une phrase de la bible. L'église possède une chapelle latérale servant de baptistère.
La paroisse accueillant une chapelle appartenant aux Hospitaliers de la commanderie du Genevois, située au hameau de La Trossaz (La Trousse). L'édifice est en ruine.